# 三毛猫ホームズの感傷旅行
『三毛猫ホームズの感傷旅行』（みけねこホームズのかんしょうりょこう）は、日本の小説家赤川次郎の短編小説およびそれを表題作とする1986年に発表された三毛猫ホームズシリーズの短編集である。なお、収録作品の『保健室の午後』は、シリーズ中唯一題名に『三毛猫ホームズ』がない作品である（ある女子学生の視点から描写された物語であるため）。

## あらすじ
公園で休憩していた片山義太郎に、知り合いの刑事が声をかけてきた。義太郎がその人の名前を思い出せぬまま、話は進んでいく。その刑事は、尾行途中に便意を感じ、義太郎に尾行を代わってくれ、と頼みにきたのだった。だが、その刑事がトイレに行っている間に、尾行対象の女が動き出してしまう。慌てて後を追う義太郎。女が乗った列車には、同窓会の会場に向かう晴美と、お供の石津、ホームズの一行がいた。

## 主な登場人物
- 片山義太郎 - 警視庁捜査一課のダメ刑事
- 片山晴美 - 義太郎の妹
- 石津刑事 - 晴美に恋をする猫嫌いの刑事
- ホームズ - 三毛猫

## 収録作品
- 三毛猫ホームズの感傷旅行（初出『小説宝石』1986年4月号）
- 三毛猫ホームズの優雅な生活（初出『小説宝石』1986年2月号）
- 保健室の午後（初出『小説宝石』1985年10月号）
- 三毛猫ホームズの同窓会（初出『小説新潮』1985年2月号）
- 三毛猫ホームズの奇跡（初出『別冊小説宝石』1985年冬号）

## 書誌情報
- 『三毛猫ホームズの感傷旅行』（光文社 カッパノベルス、1986年4月25日） ISBN 4-334-02643-5
- 『三毛猫ホームズの感傷旅行』（光文社 光文社文庫、1989年4月20日） ISBN 4-334-70918-4
- 『三毛猫ホームズの感傷旅行』（角川書店 角川文庫、1990年5月25日） ISBN 4-04-149792-2